# Tika (cantora)
Tika, nome artístico de Marina Ignatti Casonato (Rio Claro, 12 de Julho de 1989), é uma cantora, compositora e multi-instrumentista brasileira. Destacou-se inicialmente com um show-tributo em que homenageava as bandas Secos & Molhados e Os Mutantes, apresentação que ficou 3 anos em cartaz.
Formou-se em Música pela Universidade Federal de São Carlos e em Canto Popular pelo Conservatório de Tatuí. Em seguida, em 2012, mudou-se para São Paulo para iniciar sua carreira como cantora.
Em 2014 lançou seu EP homônimo, que conta com parcerias de Pupillo e Pipo Pegoraro.
Em 2017 lançou seu primeiro álbum, "Unwritable", pela gravadora YB Music. O álbum, que transita entre a bossa nova e o pop, conta com participações de Otto, Romulo Fróes e Kika. Fez diversos shows em apoio ao álbum em parceria com Otto, Rodrigo Campos e Pipo Pegoraro. "Unwritable" foi destaque em grandes veículos da mídia nacional, como Revista Bravo, Vogue, Estadão e Cultura Livre. "Unwritable" é um álbum inteiramente autoral.
Em 2019, lançou um single em parceria com Kika, intitulado "Onda De Amor". Com Kika, João Leão e Igor Caracas, forma a banda Passarim30, que presta um tributo a Tom Jobim. No mesmo ano lançou o EP "Nós", fruto de uma turnê solo que passou por Brasil e Portugal.
Em 2020 lançou seu primeiro clipe, para a faixa "Nós".

## Discografia
| Álbum      | Lançamento | Formato                         | Gravadora |
| ---------- | ---------- | ------------------------------- | --------- |
| Tika       | 2014       | CD, Download digital, streaming | Tratore   |
| Unwritable | 2017       | CD, download digital, streaming | YB Music  |
| Nós        | 2019       | Download digital, streaming     | YB Music  |